# Banham
Banham es un pueblo y una parroquia civil del distrito de Breckland, en el condado de Norfolk (Inglaterra).

## Demografía
Según el censo de 2001, Banham tenía 1426 habitantes (765 varones y 678 mujeres). 330 de ellos (22,87%) eran menores de 16 años, 1034 (71,66%) tenían entre 16 y 74, y 79 (5,47%) eran mayores de 74. La media de edad era de 38,65 años. De los 1113 habitantes de 16 o más años, 306 (27,49%) estaban solteros, 645 (57,95%) casados, y 162 (14,56%) divorciados o viudos. 693 habitantes eran económicamente activos, 663 de ellos (95,67%) empleados y 30 (4,33%) desempleados. Había 22 hogares sin ocupar, 573 con residentes y 7 eran alojamientos vacacionales o segundas residencias.
| 1015                        | 978 | 1195 | 1297 | 1165 | 1195 | - | - | 1142 | 1059 | 987 | 999 | 924 | 949 | - | 964 | 942 |
| (Fuente: Vision of Britain) |     |      |      |      |      |   |   |      |      |     |     |     |     |   |     |     |